# Камао
Камао или камайский дрозд-отшельник (лат. Myadestes myadestinus) — исчезнувший вид птиц из рода дроздов-отшельников, обитавший на Гавайских островах.

## Характеристики
Взрослая особь вырастала до 20 сантиметров в длину. У этих птиц был тёмно-коричневое оперение сверху, а снизу серое, лапки чёрного цвета. Самцы и самки этих видов внешне одинаковые. Пение этого вида состояло из сложной мелодии с быстрым чередованием разных звуков в разной тональности, жужжания, бульканья, свистов, скрипа. Обитали преимущественно в районах с густой растительностью, ближе к ручьям, где часто сидели неподвижно в сгорбленной позе. Как и у других видов дроздов, обитающих на гавайских островах, рацион птицы состоял из фруктов и насекомых.

## Вымирание
В конце 1800-х годов камайский дрозд считался обычной птицей, обитающей во всех районах острова Кауаи. Вследствие развития сельских хозяйств на острове, под которые требовались новые расчищенные земли, часть района обитания местных птиц уменьшилась. Разведение животноводства, а именно свиней, для которых требовались бассейны для их валяния, повлекло размножение комаров Culex quinquefasciatus с инфекцией птичьей малярии и крыс, которые питались яйцами и птенцами. Всё это было причиной снижения популяции вида. Ещё одной из возможных причин, способствовавших снижению количества камао, была конкуренция со стороны завезённых видов птиц. С 1989 года вид камайских дроздов-отшельников классифицируется как вымерший.